# Щука
Вижте пояснителната страница за други значения на Щука.
Щуката (Esox lucius) е едра хищна риба, широко разпространена в нашите води. Среща се почти навсякъде – в Азия, Америка и Европа. Достига над 150 см дължина на тялото и тегло до 20 кг. Има сведения и за значително по-едри екземпляри. Официалният рекорд е 25 кг и е поставен в езеро Греферн, Германия. Женските са обикновено доста по-едри от мъжките на една и съща възраст.

## Разпространение
Ареалът на щуката е доста широк. Среща се до 1500 м надморско равнище. На места живее и в полусолени води. Среща се в стоящи, сладки води. Отсъства само в малките високопланински реки и потоци. Любопитна подробност в разпространението на щуката е тази, че тя се среща във водоеми, които са отдалечени от реките. Това се дължи на факта, че хайверът на щуката е доста лепкав и се пренася от водоплаващите птици. При по-големи популации на щука във водоема тя е способна бързо да унищожава зарибителния материал. Но като цяло ползата от щуката е по-голяма, тъй като тя унищожава най-вече болните и малоценни риби и направлява равновесието на екосистемата на водоема.

## Хранене
Щуката е обичаен хищник. Малките рибки, след излюпването от хайвера, се хранят със зоопланктон – хайвера на други риби и дребни ракообразни. При достигане на размер 5 – 6 см щуката започва да се храни изключително с малки рибки. Не са редки и случаите на канибализъм, когато по-едрите екземпляри се хранят с по-дребните. В нейната дажба попадат също така жаби, мишки и малките на водоплаващите птици. За разлика от другите хищници, щуката се държи на определени места във водоема и напада жертвите си от засада, като след нападението се завръща на своето място. Преследването на жертвата не е работа за щуката. Характерен е също така и начина, по който тя улавя рибата, с която се храни – обикновено първоначалното захващане е напреки на тялото, след което тя я поема с главата напред. Това е следствие на определения строеж на челюстите и зъбите на щуката, които не са предназначени за дъвчене – щуката гълта жертвите си цели.

## Размножаване
Женската, в зависимост от размерите си, хвърля 40 000 – 250 000 хайверени зърна на килограм от теглото ѝ. Те имат размер около 3 mm. Инкубационния период е 10 – 30 дни. Полова зрялост настъпва на около 3 – 4-годишна възраст. Обикновено самката се придружава от 3 – 4 мъжки, като при по-възрастните екземпляри броят на самците достига 6 – 7 и дори 8. Рибите плуват групово, като мъжките се трият постоянно в женската. Щуката хвърля хайвера си в плитчините върху водната растителност, обикновено на места, наводнени от пролетните пълноводия. Периода на размножаване е по-рано от този на другите риби във водоема. В зависимост от географската ширина започва от края на февруари, началото на март и продължава до края на март, началото на април.